# 七尾市立田鶴浜小学校
七尾市立田鶴浜小学校（ななおしりつたつるはましょうがっこう）は、石川県七尾市に所在する小学校である。

## 沿革
個別に出典が提示されている箇所を除いた出典→
- 1873年
  - 1月18日 - 田鶴浜村三野多七家を校舎として借り上げ、石川県能登国鹿島郡第十六区区学校を開設する。
  - 4月 - 校舎が間狭になり、東嶺寺庫裏を借り上げて移転する。
  - 6月5日 - 「田鶴浜小学校」と改称し、同月14日より開校する。
- 1877年4月 - 奥原校下からの通学が不便との趣旨から分課設置願いが提出される。
- 1878年
  - 2月 - 生徒が多くなり校舎が狭隘となり、当分中村儀左衛門宅を借り上げて分課小学校とし、同年4月から開校する。同時に女児生徒のみの教場も設置する。
  - 4月 - 奥原分課開校式。
- 1881年10月 - 住吉神社境内西側の敷地を借り入れ、新校舎（総坪数179坪4合）を建てて移転する。
- 1885年2月 - 初等、中等、高等の資格指定を得る。
- 1887年4月 - 尋常簡易の資格指定を得る。
- 1892年
  - 3月31日 - 簡易科田鶴浜小学校を廃校とし、同年4月1日、赤蔵尋常小学校や第一端尋常小学校が新築され、田鶴浜・金ケ崎・端・赤蔵の四村に小学校が設置される。
  - 11月 - 高等小学校科を併置し、田鶴浜尋常高等小学校と称する。
  - 12月9日 - 大地震があり、校舎の損害が甚だし。
- 1900年9月1日 - 小学校令の改正により校名を石川県鹿島郡田鶴浜尋常高等小学校と改称する。
- 1905年9月11日 - 相馬村より21名の児童が高等小学校へ入学する。
- 1909年6月5日 - 校舎が危険となり、大修繕を行う。
- 1914年4月1日 - 本年より高等科生徒が端尋常高等小学校へ通学する。
- 1922年9月17日 - 新校舎（総坪数1,655坪、建坪484坪6勺。建築費38,250円）を現在地の田鶴浜ホ部365番外49筆に移転新築する。
- 1934年
  - 8月31日 - 赤蔵尋常小学校が廃校となり、通学区域を田鶴浜小学校に合併する。
- 1936年
  - 10月30日 - 旧赤蔵小校舎を移転して校舎を増築する。
  - 12月1日 - 黒崎正次氏の寄贈により門柱が新設される。
- 1937年
  - 3月31日 - 石川県告示第794号により、端尋常高等小学校高等科を廃止して、本校に合併する。
  - 4月1日 - 石川県告示第42号により、田鶴浜尋常高等小学校を和倉町尋常高等小学校と改称する。
  - 1938年3月31日 - 端尋常小学校の廃止により、通学区域を変更する。
  - 1939年7月20日 - 校名を石川県鹿島郡田鶴浜尋常高等小学校と改称する。
- 1941年3月31日 - 石川県鹿島郡田鶴浜国民学校と改称する。
- 1944年9月18日 - 大阪市中野国民学校が集団疎開し、得源寺・悦宗寺・称蓮寺（火災後は得源寺へ）を宿舎とし、本校で教育を受ける。職員5名、初等科第３・４学年児童130名。
- 1945年10月17日 - 大阪市中野国民学校の職員と児童が帰郷する。10月13日に送別会を開催し、当日は全職員と全児童、多くの町民が駅まで歓送する。
- 1947年4月1日 - 学制改革により、石川県鹿島郡田鶴浜町立田鶴浜小学校と改称する。
- 1952年11月 - ブルトーザー機を使用して運動場を拡張する。
- 1953年5月 - 国旗掲揚塔を設置する。
- 1973年2月1日 - 創立百周年を迎え、田鶴浜町立田鶴浜小学校の新築工事が落成する。校舎敷地11,180㎡。総工費136,944,000円。
- 2004年
  - 4月1日 - 相馬小学校、金ケ崎小学校が統合され、新田鶴浜小学校となる。
  - 10月1日 - 田鶴浜町が七尾市と合併し、現校名の七尾市立田鶴浜小学校となる。

## 特記事項
2008年度より、授業の一環として6年生を対象とした「ふるさと歴史教室」を年に10回開催している。